# Ton Kalle
Ton Kalle (* 23. Dezember 1955 in Terneuzen, Niederlande) ist ein niederländischer Bildhauer, der vor allem Kunstwerke aus Granit erstellt.

## Leben und Werk
Kalle wurde an der Academie voor Beeldende Vorming in Amersfoort ausgebildet. Als Steinbildhauer arbeitete er vor allem Werke in Granit und weiteren Hartgesteinen aus. Seine Werke sind weltweit auf Dauer aufgestellt.

## Werken (Auswahl)
- De Gewichtheffer en het Drents Onderonsje (Der Gewichtheber und das Drentsche Vieraugen-Gespräch) in der Nähe der niederländischen Gemeinden Bronneger und De Kiel
- Tulpe aus Amsterdam, im Rahmen des Bildhauersymposiums Skulpturen am Fluss in Kanzem, Rheinland-Pfalz (2007)
- Monument für Karin Adelmund, De Nieuwe Ooster, ein Friedhof in Amsterdam (2007)
- Looking for Venus, Assuan in (Ägypten) (2005)
- Watching the river flow Südkorea  (2004)
- So What, Skulpturenpark-Zwijndrecht in Zwijndrecht (2004)
- Don't be afraid in the dark in Büdelsdorf (Schleswig-Holstein) (2004)
- The Well (Floriade 2002 in den Niederlanden)
- Go that way, BovenIJ Ziekenhuis in Amsterdam (1990)

## Bibliografie
- Middag, Ineke Monumentaal graniet: Joost Barbiers - Ton Kalle - Rob Schreefel = monumental granite (1989)

## Fotogalerie

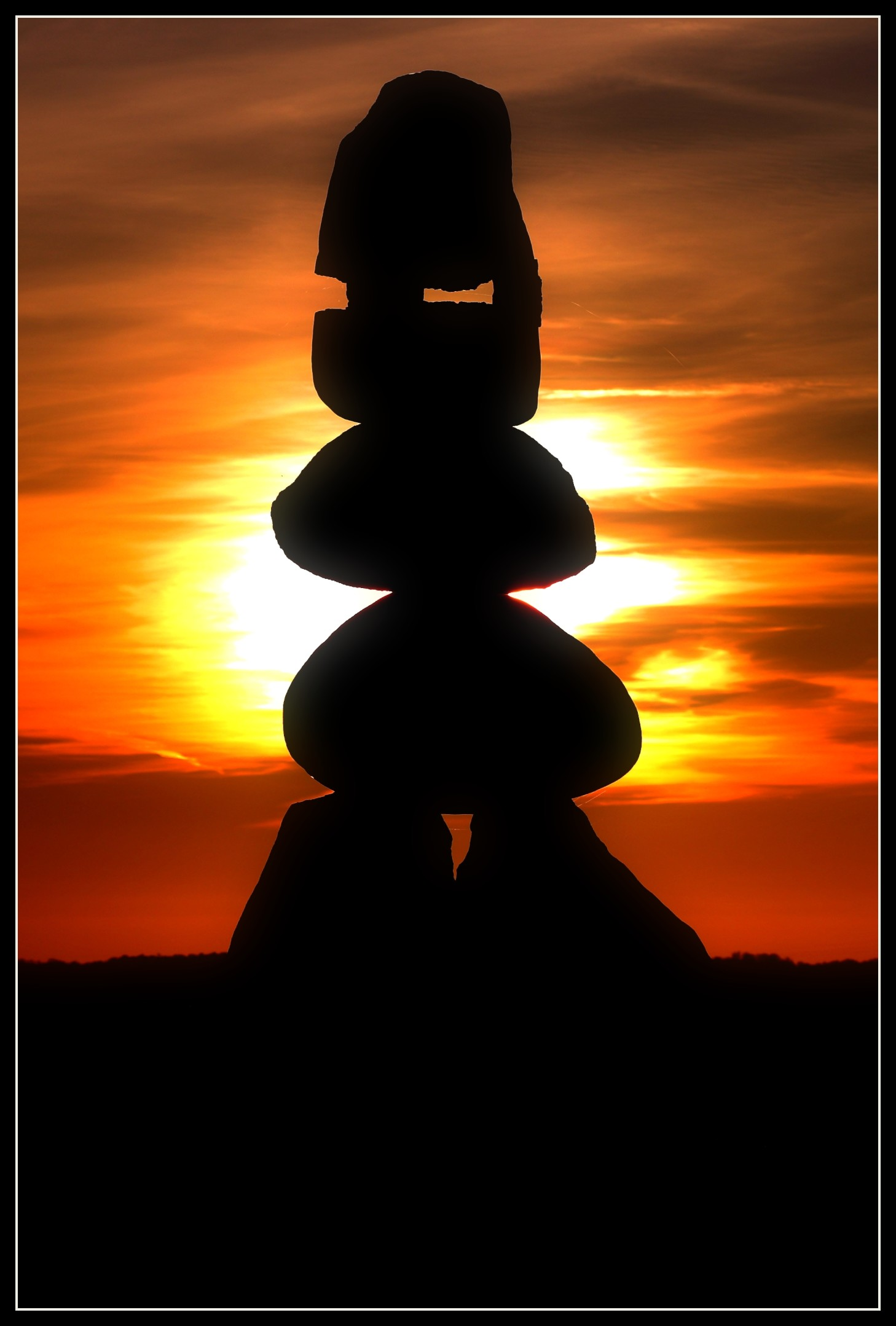
Leuchtturm Bildhauersymposium Angermünde 2009
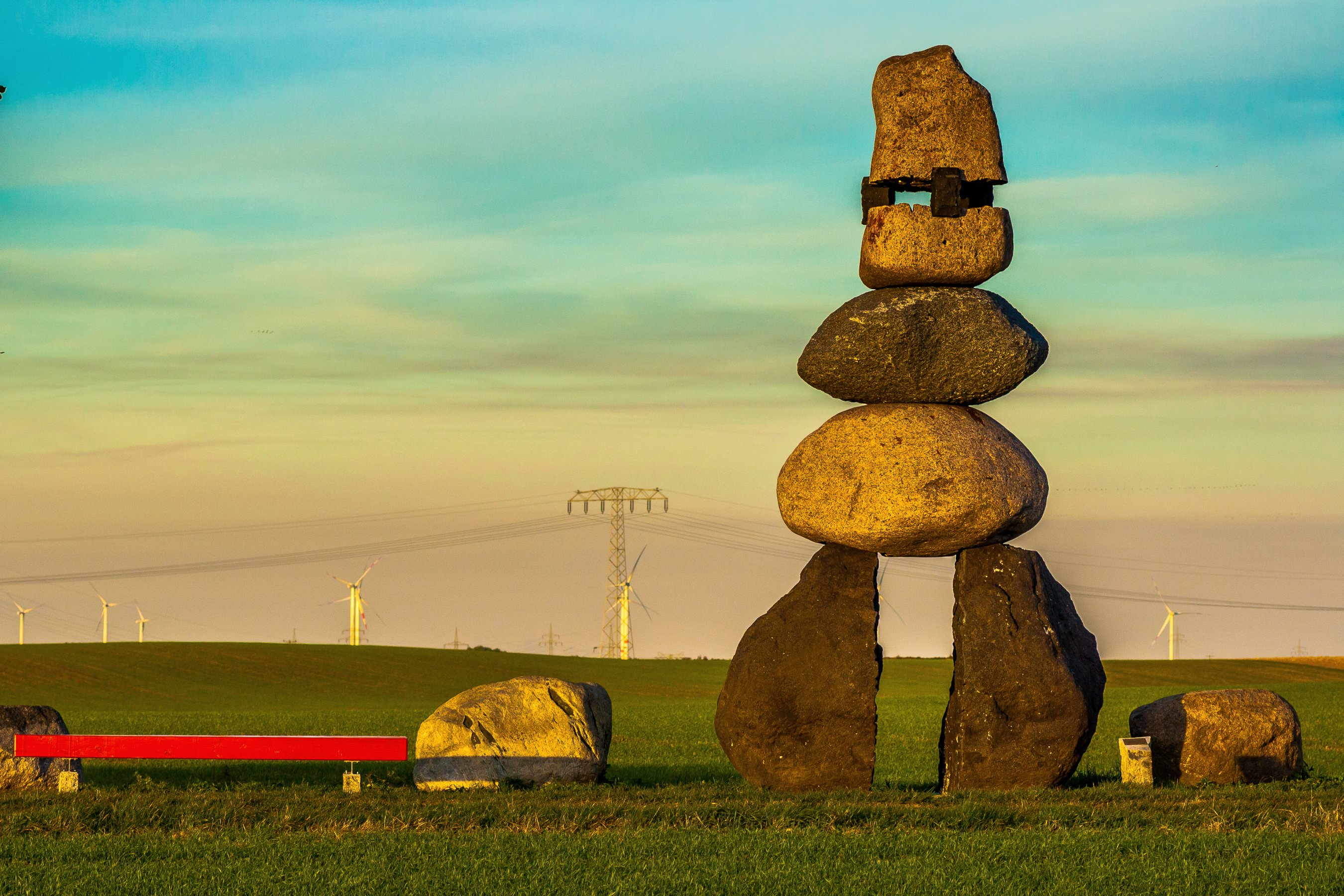
'Lighthouse' in Sunset 2009
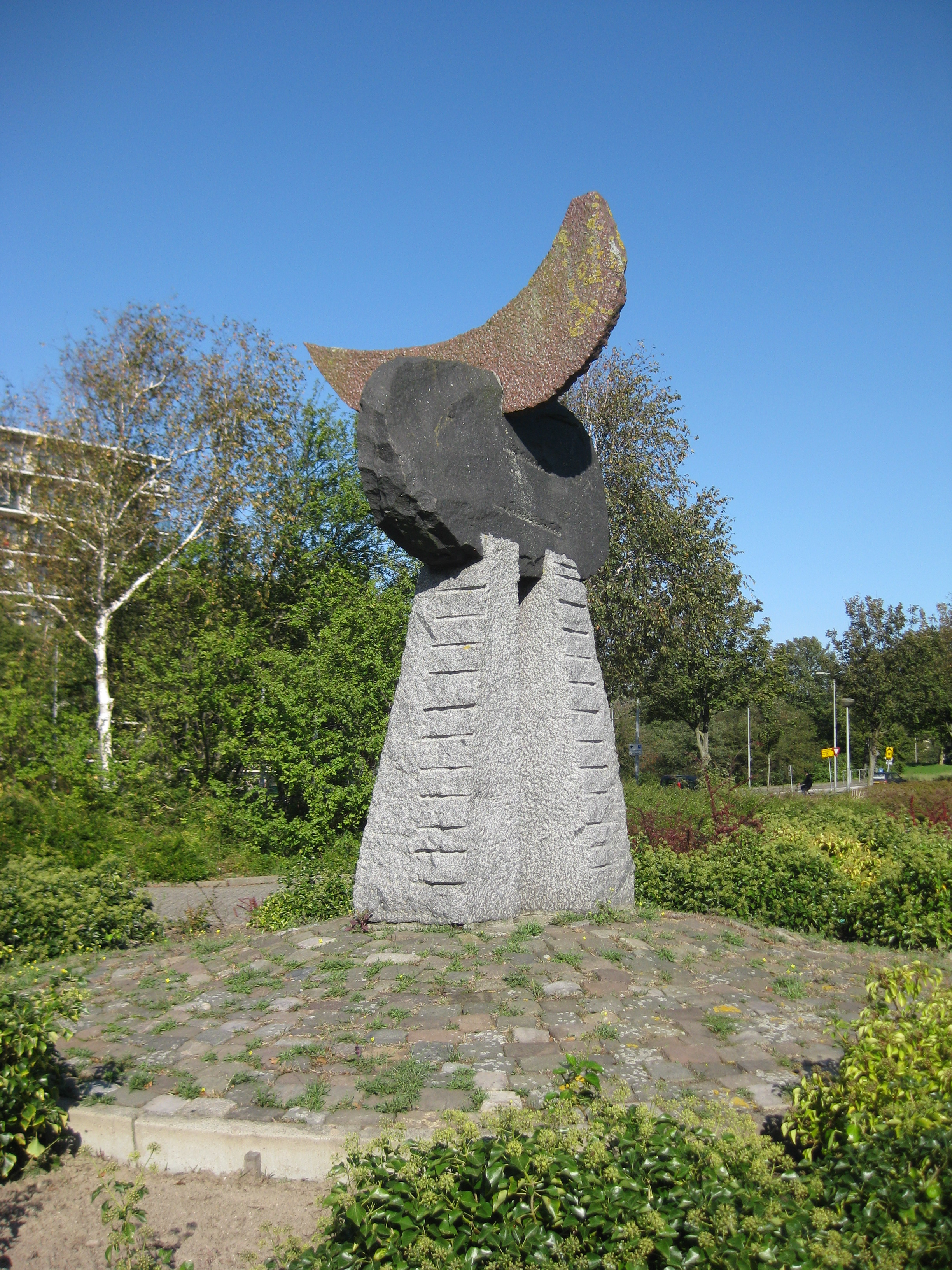
Go that way (1990)
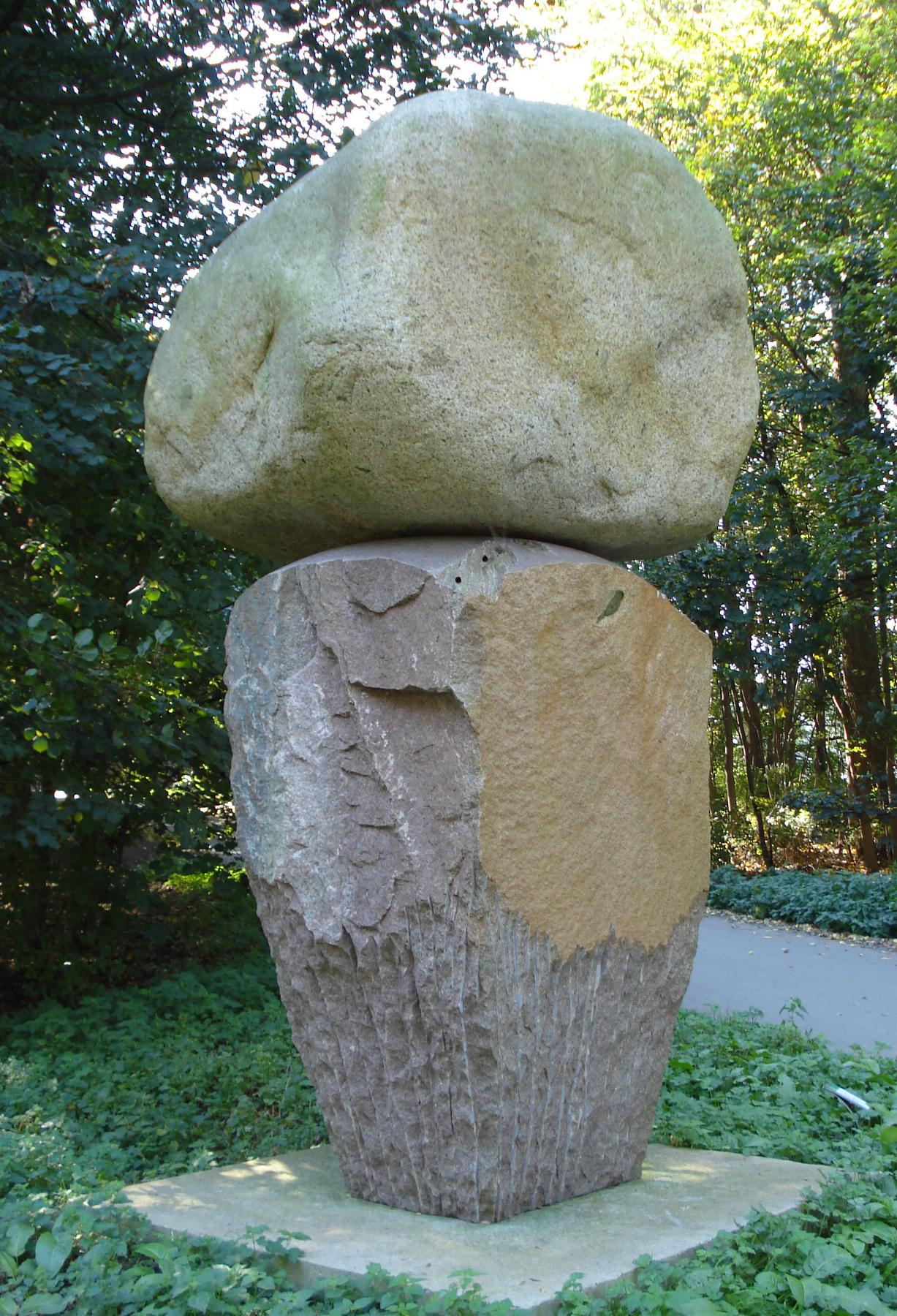
So What (2004)
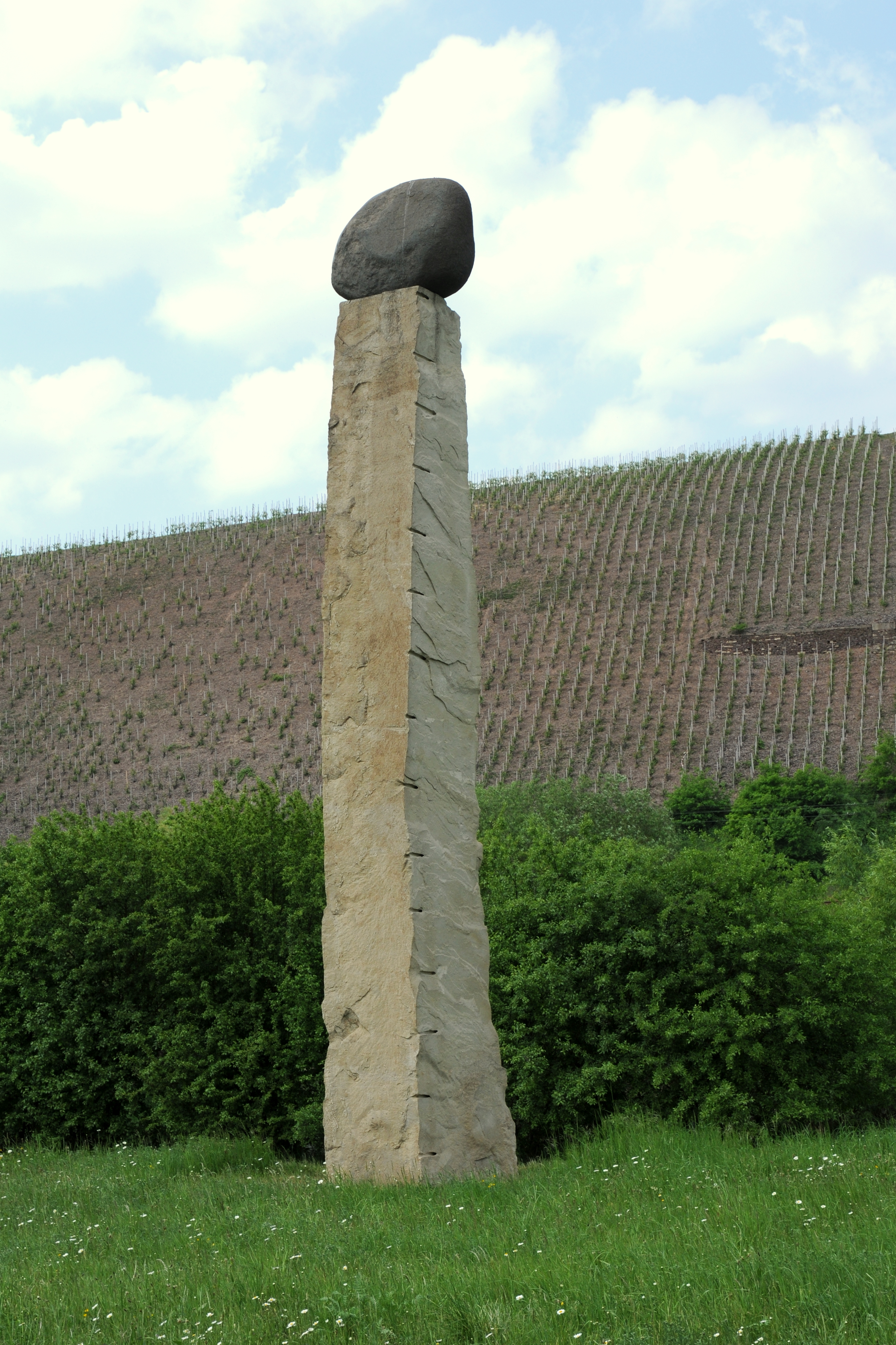
Tulpe aus Amsterdam (2007)
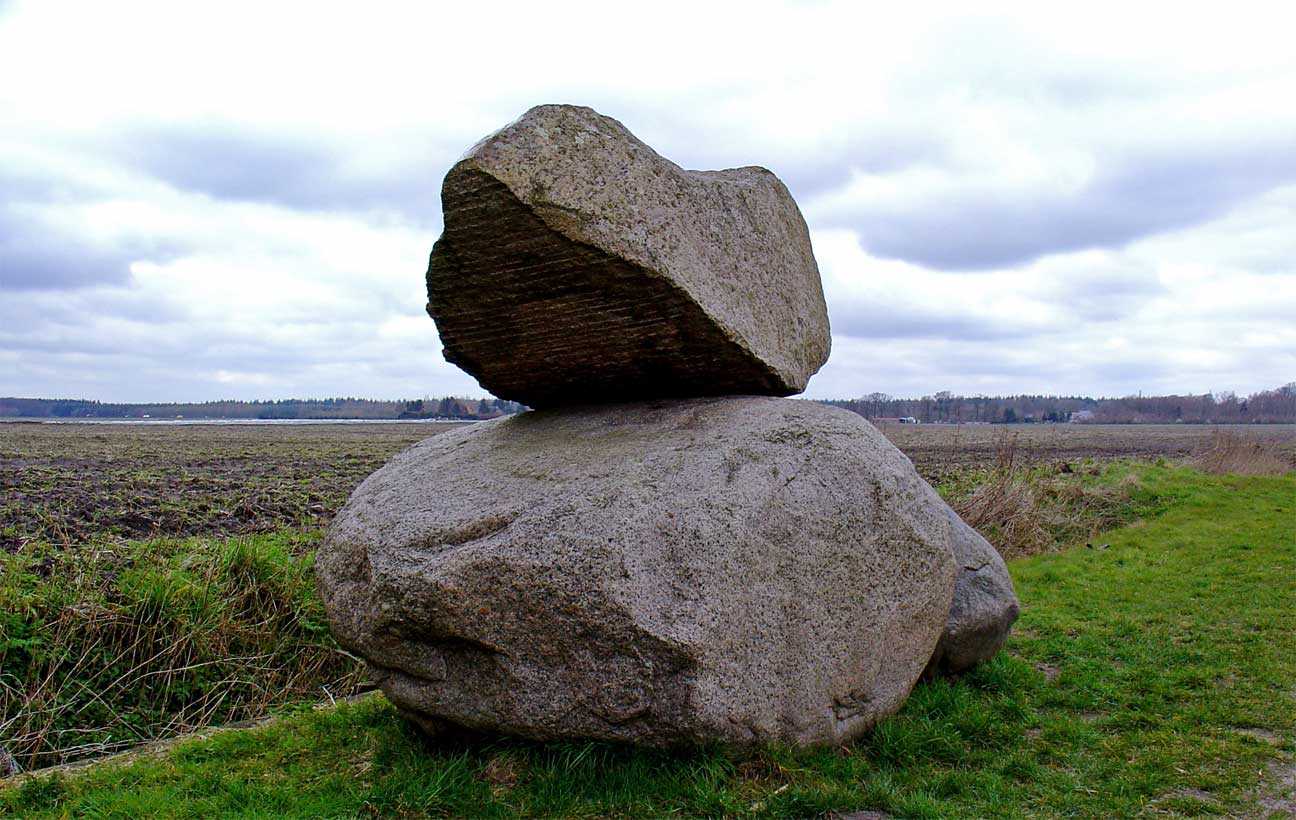
Der Gewichtheber in der Landschaft Drouwen bei Bronnegger und Borger